# József Fogl
József Fogl, auch  József Fogoly,  József Újpesti und Fogl III genannt (* 14. August 1897 in Újpest, Österreich-Ungarn; † 6. Februar 1971 in Budapest, Ungarn), war ein ungarischer Fußballspieler, der in den 1920er Jahren zur Stammformation der ungarischen Nationalmannschaft gehörte und mit dem Újpest FC zwei Meistertitel sowie den Mitropacup gewann.

## Vereinskarriere
Fogl verbrachte seine gesamte Karriere beim Erstligisten Újpest, wo auch sein zwei Jahre älterer Bruder Károly tätig war. Gemeinsam bildeten die beiden in den 1920er Jahren ein Defensivpaar, das im europäischen Fußball als Fogl-Sperre (Fogl-gát) bekannt wurde. Während der Rechtsverteidiger Károly als Führungsspieler galt, war der links eingesetzte József ein unermüdlicher Arbeiter, der auch über eine gute Schusstechnik verfügte.
Während seiner aktiven Zeit wurde der ungarische Fußball von den beiden Traditionsklubs FTC und MTK dominiert, für Újpest reichte es meist für zweite oder dritte Plätze. Auch im Cupfinale musste man sich nicht weniger als viermal den beiden Rivalen geschlagen geben. 1929 erreichten die Violetten mit Siegen über Sparta Prag und den SK Rapid Wien das Finale des Mitropacups, wo die Mannschaft um Fogl, Stefan Auer und Albert Ströck die Prager Slavia mit einem Gesamtscore von 7:3 besiegte.
Auch in der Meisterschaft lief es nun für die Neupester und nachdem der ältere Fogl-Bruder seine Karriere beendet hatte, spielte József mit Gyula Dudás zusammen und war Kapitän der Mannschaft, die 1930 und 1931 jeweils den Meistertitel holte. Darüber hinaus war man auch beim 1930 ausgetragenen Coupe des Nations erfolgreich, wo man im Finale abermals die Slavia besiegte.

## Nationalmannschaft
Sein Debüt in der Nationalmannschaft gab Fogl an der Seite seines Bruders im November 1920 bei einem 1:2 gegen Österreich in Budapest. Bei seinen ersten 27 Länderspielen lautete die Verteidigung 26-mal Fogl II – Fogl III, erst in den späten 20er Jahren wurde er auch öfters mit anderen Defensivpartnern wie Gyula Mándi, László Sternberg und Lajos Korányi eingesetzt.
Bei den Olympischen Spielen 1924 war József im Gegensatz zu seinem Bruder nur Ersatzspieler. Auch am erstmals ausgetragenen Nationencup nahm er teil, jedoch belegten die Ungarn nur den enttäuschenden vierten Platz. Sein letztes Spiel für Ungarn erfolgte im Juni 1930 gegen die Niederlande. Insgesamt vertrat Fogl sein Land in 38 Länderspielen.

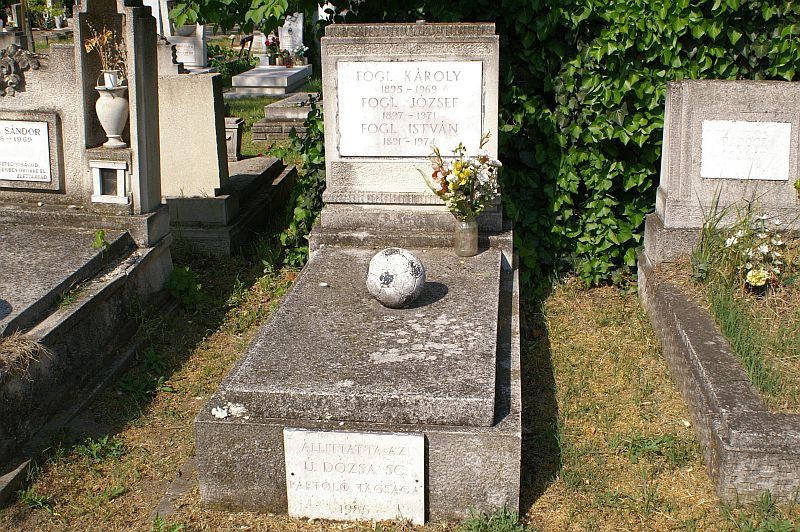
Fogls Grab in Budapest

## Erfolge
- 1× Mitropacupsieger: 1929
- Sieger der Coupe des Nations 1930
- 2× Ungarischer Meister: 1929/30, 1930/31
- 3× Ungarischer Vizemeister: 1920/21, 1922/23, 1926/27
- 4× Ungarischer Pokalfinalist: 1921/22, 1922/23, 1924/25, 1926/27
- 38 Spiele für die ungarische Fußballnationalmannschaft: 1920–1930